# Novo Calvinismo
O Novo Calvinismo é um movimento teológico, cultural, político e filosófico evangélico que reinterpreta a teologia calvinista com valores e ideologias da cultura norte-americana contemporânea.

## Origem
As raízes do movimento remontam a propagação de autores puritanos por teólogos como J. I. Packer e Martin Lloyd-Jones nos anos 1960. Nos anos 1970, esses autores atraíram novas lideranças evangélicas conservadoras, temerosos do avanço do progressismo evangélico na Convenção Batista do Sul. Assim, foi organizado a Founder's Ministires para fazer o lobby politicamente conservador, inerrantista e calvinista entre os batista. Enquanto isso, na Califórnia, John MacArthur desenvolveu uma igreja e uma série de empreendimentos para propagar sua versão de calvinismo. O movimento na década de 1980 ganhou uma instituicionalização, com a fundação do Council on Biblical Manhood and Womanhood em 1987 nos Estados Unidos, que enfatiza o complementarismo entre homens e mulheres (em oposição ao feminismo). O ensino da teologia da aliança (em oposição ao dispensacionalismo) e o governo sinodal na Igreja também são marcas registradas do movimento.
A conferência Juntos pelo Evangelho organizada em Louisville (Kentucky) em 2006, pelos pastores americanos John Piper, Mark Driscoll, Matt Chandler, Al Mohler, Mark Dever e CJ Mahaney contribuíram para o desenvolvimento do movimento. A fundação da The Gospel Coalition em 2007, por Tim Keller e D.A. Carson, também foi central.
O novo calvinismo é próximo e com muitas características e agendas compartilhadas com o neopuritanismo, mas divergindo quanto ao conteúdo autorizado pelo princípio regulador do culto. 
O movimento novo calvinista se consolidou com redes de contatos e canais como The Gospel Coallition, Acts29, Ligonier Ministries e Founders Ministries.
A atuação do Founders Ministries dentro dos seminários e agências da Convenção Batista do Sul, a maior denominação protestante dos Estados Unidos e maior denominação batista do mundo, é controversa. Por décadas, o grupo e outros aliados planejaram a "Conservative Ressurgence" para tomar postos-chave na denominação e influenciar a formação de novos pastores, principalmente para contrabalancear a influência progressista do batista e presidente Jimmy Carter. Em 2013, cerca de 30% dos recém-formados no seminário da Convenção Batista do Sul se declaravam calvinistas. O avanço do novo calvinismo produziu divisões na Convenção Batista do Sul, com um êxodo de membros evangélicos moderados, membros afro-americanos e não apoiadores da pauta política neoconservadora A membresia diminuiu cerca de 13,6% desde 2006, com 2020 marcando o 14º ano de declínio contínuo e frequência semanal aos cultos em toda a denominação caiu cerca de 27% entre 2006 e 2020.
Durante as campanhas e governo de Donald Trump, líderes do novo calvinismo endossaram e ativamente apoiaram os discursos e políticas desse presidente. Especialmente com a derrota nas segundas eleições e a invasão do Congresso Americano, alguns líderes se distanciaram do trumpismo. 

## Características
Como a designação "Novo" implica, algumas diferenças foram observadas entre as escolas Nova e Velha. John Piper, por exemplo, identificou o que ele considera ser 7 principais diferenças entre os dois:
1. O novo calvinismo é complementarista e não igualitarista.
2. O novo calvinismo usa formas contemporâneas de música.
3. O novo calvinismo é popular entre os batistas.
4. O novo calvinismo também é popular entre os carismáticos.
5. Os livros de Jonathan Edwards figuram com destaque, além dos de João Calvino.
6. O novo calvinismo está comprometido em usar a Internet e as mídias sociais para se comunicar.
7. O novo calvinismo inclui o multiculturalismo.

Teologicamente, seuss distintivos são o fatalismo, a Salvação pelo Senhorio e o subordinacionismo. 
Seus adeptos o consideram como um avivamento e sua abrangência vai muito além das denominações que são historicamente calvinistas. Como efeito do novo calvinismo, há a aproximação de igrejas batistas, pentecostais, não denominacionais e independentes da teologia novo calvinista. Contudo, as posições políticas e teológicas do movimento geram várias controvérsias.
É conhecido pela ênfase nas práticas cristãs em vez de eclesiologia em si, sendo mais engajado em discutir com outros posicionamentos teológicos, pelo que o diferenciaria do calvinismo denominacional. Adota uma postura agressiva de influência política, social e política, por vezes chamada de dominionismo.   Em Março de 2009,  a Revista Times classificou-o como uma das "10 ideias que estão mudando o mundo."

## Novo Calvinismo no Brasil
No Brasil, destacam-se como influenciadores do Novo Calvinismo: Augustus Nicodemus Lopes, Hernandes Dias Lopes, Heber Campos Júnior, Arival Dias Casimiro, Pedro Lucas Dulci, Milton Ribeiro e Jeremias Pereira (presbiterianos); Jonas Madureira, Russell Shedd, Yago Martins e Franklin Ferreira (batistas); Walter McAlister, Geremias do Couto, Daniel Bernardo Marins Ouriques da Cunha (pentecostais/carismáticos) e Paulo Júnior (independente).
Assim como nos EUA, o Novo Calvinismo afetou a produção musical. Música expressando doutrinas calvinistas emergiram a partir da década de 2010. Entre as doutrinas mais destacadas está a Depravação total (um dos Cinco pontos do calvinismo).
A música Suas Digitais, gravada pela cantora Fernanda Brum em 2015, de autoria de Anderson Freire, ficou conhecida por ser considerada uma divulgação do calvinismo.
Pela diversidade de líderes influenciadores, o Novo Calvinismo atinge no Brasil: batistas, metodistas, anglicanos e as Assembleias de Deus, não se limitando as Igrejas Reformadas como outrora.
O Movimento propagou-se, principalmente, pela produção literária, conferências e mídias sociais.
A crítica ao Neopentecostalismo, amplamente difundida nas igrejas pentecostais, batistas e reformadas, fez com que os diversos grupos protestantes se aproximassem. Por conta do desejo de reforma difundido por diversos pastores protestantes nas décadas de 2000 e 2010, críticas de pregadores calvinistas ao Antropocentrismo neopentecostal são apoiadas e compartilhadas por jovens evangélicos de todas as tradições. Além disso, têm crescido a participação de pentecostais em conferências, congressos e simpósios de visão doutrinariamente reformada e tal participação tem influenciado ainda mais a aproximação do calvinismo do pentecostalismo clássico.
Como movimento cultural de criação de valores e tradições próprias, o Novo Calvinismo tem servido como reação ao secularismo e impulso de retorno de princípios e estilo de vida conforme a fé cristã.
Em que pese o Novo Calvinismo seja amplamente interdenominacional, a Igreja Presbiteriana do Brasil, a maior denominação calvinista do Brasil, experimento crescimento acelerado entre 2004 e 2016. Parte deste crescimento é resultado do êxodo sobretudo de ex-pentecostais para o Presbiterianismo.
Entre as denominações mais afetadas pelo movimento estão as igrejas pentecostais, que nas últimas décadas passaram por uma mudança drástica no perfil de seus membros. Em que pese o Pentecostalismo tenha crescido sobretudo entre as pessoas de menor renda e menor escolaridade nas década de 1960-2000, nas últimas décadas isso mudou. A ascensão social de muitos pentecostais, bem como crescimento do nível de escolaridade no país, permitiu que muitos pentecostais se interessassem pelo estudo teológico. A literatura reformada supriu essa necessidade, difundindo-se amplamente entre pentecostais. A CPAD, entre 2000 e 2019, publicou diversos livros de autores calvinistas, de forma de a literatura reformada atingiu muitos membros de igrejas que não são calvinistas. Muitos membros arminianos das assembleias de Deus criticaram a postura da editora.
Várias comunidades reformadas independentes e igrejas batistas reformadas ou batistas da aliança surgiram aderindo ao Novo Calvinismo no Brasil. Contudo, salientam que seus focos é na salvação individual e que sua teologia (Novo) Calvinista seria simplesmente a expressão da teologia bíblica.

### Reação nas Assembleias de Deus
Embora o calvinismo tenha crescido nas Assembleias de Deus, muitos líderes assembleianos expressaram preocupação com a perda da identidade denominacional que o calvinismo poderia gerar entre os jovens. Por outro lado, muitos pastores apoiam o Novo Calvinismo, pois consideram que o semi-pelagianismo, amplamente pregado em igrejas pentecostais, é que deve ser combatido tanto pelo calvinismo quanto pelo arminianismo.
Como resposta ao crescimento calvinista, líderes assembleianos buscaram difundir o Arminianismo. A Edição 68 da revista Obreiro Aprovado, da Casa Publicadora das Assembleias de Deus, com o título Em Defesa do Arminianismo foi publicada com este propósito. Tal publicação trouxe grande debate, porque a denominação, até aquele momento, não declarava em seus documentos de fé nem a posição calvinista e nem arminiana. Propagou-se então que as Assembleias de Deus deveriam possuir uma declaração de fé quanto ao assunto. Contudo, muitos cristãos evangélicos ainda tem se declarado imparciais quanto ao debate, não se considerando nem como arminianos e nem como calvinistas buscando amenizar assim o conflito teológico entre as duas correntes protestantes em prol da unidade.
Muitos pastores assembleianos criticaram amplamente a presença de calvinistas em eventos de sua denominação.

### Consequências do Novo Calvinismo no Brasil
1) o surgimento do Pentecostalismo Reformado, uma orientação que buscam convergir as tradições pentecostal e reformada, representada sobretudo pela Igreja Cristã de Nova Vida;
2) o surgimento, em 2017, da Convenção Batista Reformada do Brasil, que busca reunir os batistas calvinistas;
3) o surgimento, em 2009, da Igreja Anglicana Reformada do Brasil, criada por calvinistas anglicanos ;
4) o crescimento acelerado da Igreja Presbiteriana do Brasil entre 2004 e 2016, que, conforme estatísticas da denominação, cresceu mais de 37% entre os anos, enquanto a população brasileira cresceu 10,5% ;
5) o surgimento de várias novas denominações calvinistas no Brasil, como a Igreja Cristã da Aliança (2001), Igreja Esperança (2008), Igreja Presbiteriana da Reforma no Brasil (2017);
6) a criação de uma Declaração de Fé pela Convenção Geral das Assembleias de Deus no Brasil em 2017, que declara o arminianismo como doutrina oficial e combate o calvinismo; 
7) cisões em igrejas tradicionalmente pentecostais que deram origem a igrejas calvinistas. Em 2020, especificamente, parte da liderança da Igreja Cristã Maranata e alguns milhares de membros se uniram para formar a Igreja Cristã Reformada Avivalista, com mais de cem templos e congregações no ano de sua fundação; e
8) participação de pastores calvinistas no Governo Bolsonaro.

## Novo Calvinismo Chinês
Na China há uma nova forma de calvinismo emergiu de forma independente e sem influência do movimento homônimo estadunidense a partir da década de 1990. O movimento no continente asiático desenvolveu-se de forma completamente diferente do restante do mundo, sobretudo na China, em que foi provocado pela grande quantidade de pessoas com alta escolaridade que se converteram ao Protestantismo, como uma forma de combater o que consideram erros doutrinários divulgados por igrejas nativas no pais e construir uma igreja nacional dentro do calvinismo.
A enfase do calvinismo chinês é voltada a eclesiologia e o envolvimento do Cristianismo com o Estado e a sociedade. Um dos meios de difusão do calvinismo no país é a literatura e a tradução de obras de autores reformados. Diferente do novo calvinismo nas Américas, o movimento chinês, busca afastar-se completamente da influência carismática, tornando-se assim mais próximo de denominações como as igrejas presbiterianas, sobretudo pela influência das missões da Coreia do Sul, o país com o maior número de presbiterianos do mundo, no país. Além disso o perfil dos calvinistas chineses é mais escolarizado e mais jovem que os demais protestantes chineses. Embora esteja presente na igreja oficial chinesa Movimento Patriótico das Três Autonomias, os calvinistas têm se desenvolvido, sobretudo, nos movimentos de igrejas domésticas.
Um dos reflexos da aproximação da República Popular da China com o capitalismo é a sua ampliação das liberdades individuais e liberdade religiosa.  Desde então o interesse pelo calvinismo tem crescido no pais.
Para a maioria dos estudiosos, o foco é sobre as implicações culturais e políticos dessa tendência, um foco apropriado, dado que grande parte desse crescimento recente tem sido impulsionado pelos intelectuais no interior da China que são atraídos para o potencial de transformação do modelo Kuyperiano (de Abraham Kuyper) de engajamento cultural para contemporânea a sociedade chinesa. Para um número menor de estudantes, o interesse pela teologia reformada reflete um interesse mais amplo em explorar o potencial das identidades confessionais reforçados para permitir a igreja na China para política, social e legalmente chegar a um acordo com a variedade teológica que é percebidos como na raiz de grande parte dos conflitos dirigida para e crescendo dentro da igreja chinesa hoje.
O Novo Calvinismo chinês não pode ser confundido com o de nome similar com origem nos Estados Unidos.

## Críticas
O movimento Novo Calvinista recebe críticas por sua teologia, por engajamento com o mundo (inclusive com a política) e modo agressivo de lidar com cristãos de outras perspectivas teológicas. 
O chamado "salvacionismo", a ênfase excessiva que o movimento faz sobre as doutrinas da salvação meramente individualista em detrimento ao evangelho tem sido criticado por calvinistas ortodoxos. Apesar de demandarem a necessidade de metanoia para a salvação, os Novos Calvinistas abraçam a cultura secular para "cristianizá-la", adotando costumes tidos como mundanos por evangélicos conservadores. Segundo Peter Master, o movimento sincretiza flexibilidade confessional com uma negligência de uma vida consagrada. Além disso, as opiniões quanto ao quarto mandamento seriam controvérsias entre os participantes do movimento.. 
Alinhada nessa "mundanização" do movimento Novo Calvinistas ocorreram várias adesões a causas controversas, como rejeição de políticas sanitárias para contenção da pandemia do Covid-19, o neoliberalismo e o nacionalismo cristão branco.
Outros líderes consideram que o movimento possa ser passageiro, e por isso seus reflexos não seriam notados continuamente na sociedade.
Outros observadores indicam a propagação do movimento é uma forma de sincretismo entre denominações cristãs e que prejudicaria a identidade denominacional e acarrete na superficialidade teológica.
O movimento Novo Calvinista enfatiza uma visão de mundo hierarquizada e subordinada. Tal pressuposição afeta várias posturas de sua teologia, desde a subordinação feminina, a salvação por subordinação ou Salvação pelo Senhorio em contraste à concepção clássica calvinista de sola fide e a subordinação funcional de Jesus Cristo. Na esfera política o movimento atraiu brancos americanos de classe média e membros individualistas de minorias, rejeitando a criação de políticas públicas destinadam a alivar injustiças ou necessidades difusas e coletivas em benefícios de minorias. 
Em suas relações com outras denominações evangélicas, o Novo Calvinismo tem sido criticado por manter uma fachada de diálogo para a disseminação de sua literatura e circulação de líderes, mas apregoar uma doutrina de salvação pela adesão a uma teologia exclusivista e utilizar de argumentos do espantalho sistematicamente para representar a postura de qualquer pessoa que pense diferente.
Outra crítica é a distorção de termos teológicos como "justificação pela fé", "cosmovisão", "hermenêutica histórico-gramatical", "Senhorio", "doutrinas da graça", os quais ganham conotações diferentes de seus significados usuais na teologia cristã protestante. Tanto em teologia ou na esfera pública, os líderes calvinistas têm sido sistematicamente criticado por proferir pós-verdades contra minorias ou diferentes segmentos teológicos, principalmente dispensacionalistas, arminianos, carismáticos e pentecostais.
Teólogos reformados tradicionais criticam o uso seletivo e alterados de textos autores clássicos reformados nas publicações dos Novos Calvinistas sem alertar seus leitores. Em outra crítica em relação aos leitores, publicações do movimento são vendidos como se fossem calvinistas históricos sem indicação das bases ideológicas do Novo Calvinismo, como faz, por exemplo a Editora Fiel. Teológos calvinistas também criticam a hermenêutica inconsistente com o método histórico-gramatical e a salvação por obras do Novo Calvinismo
Teólogos e cientistas sociais alertam que o movimento Novo Calvinista e sua teologia associam-se como fonte de abusos psicológicos e de exclusivismo.